# Pipilotti Rist
Elisabeth Charlotte Rist, més coneguda com a Pipilotti Rist (21 de juny de 1962 a Grabs, Sankt Gallen, Suïssa) és una reconeguda videoartista. Actualment viu entre Zúric i Los Angeles. Els seus treballs duren generalment un parell de minuts, alterant colors, velocitat i so. Els seus treballs generalment tracten fets relacionats amb el gènere, sexualitat i el cos humà. En contrast amb molts altres artistes conceptuals, els seus colorits i musicals treballs transmeten una sensació de felicitat i senzillesa. Van ser al principi considerats com obres de crítica feminista. Avui dia els seus treballs es troben en les més importants col·leccions d'art de tot el món.

## Biografia
Des de la seva infància sempre ha estat anomenada Pipilotti. El nom fa referència a la novel·la d'Astrid Lindgren. Rist va estudiar a l'Institut d'Arts Aplicades de Viena, fins a 1986. Posteriorment va estudiar vídeo a l'Escola de Disseny (Schule für Gestaltung) a Basilea, Suïssa. El 1997 el seu treball va ser presentat en la Biennal de Venècia, on va ser premiat amb el Premi 2000.
Entre 1994 i 1998 va ser membre de la banda i grup per a performances Les Reines Prochaines. El 2002 va ser convidada pel professor Paul McCarthy para impartir classes a la Universitat de Los Angeles (UCLA). Pipilotti Rist viu actualment amb el seu company Balz Roth, amb el qual té un fill, Himalaya.

## Obra
Durant els seus estudis, va començar a realitzar pel·lícules en Super 8. A I'm not the Girl Who Misses Much (1986) Rist mostra com balla davant la càmera amb un vestit negre amb el pit descobert i llavis vermells. Les imatges són monocromàtiques i difuses. Canta "I'm not the girl who misses much"; la seva versió de la tornada de la cançó Happiness Is a Warm Gun de John Lennon. Al final, la imatge es torna blava i a poc a poc difusa. El so es deté.
Rist va cobrar fama gràcies a Pickelporno (1992), un treball sobre el cos femení, i l'excitació sexual. La càmera, amb un objectiu ull de peix es mou pròxima als cossos d'una parella. Les imatges estan carregades de colors intensos, per a percebre-les d'una manera estranya, sensual i ambigua per l'espectador.
Ever is Over All (1997) mostra amb alentiment a una jove que aixafa una flor tropical en els cristalls de cotxes aparcats. Una policia s'acosta i la saluda. El clip ha estat comprat pel MOMA de Nova York. Els setze videoclips d'Open My Glade van ser reproduïts cada hora en una pantalla a Times Square a Nova York, una iniciativa del programa Messages to the Public, que existeix des de 1980.

### Pel·lícules super 8 i videoinstal·lacions
- 1984 - St. Marxer Friedhof (Cementiri de San Marx) - 4 minuts
- 1986 - Das Gute (El Bo) - 9 minuts.
- 1986 - I'm Not The Girl Who Misses Much - 7:45 minuts.
- 1987 - Sexy Sad I - 4:36 minuts
- 1988 - (Entlastungen) Pipilottis Fehler - 11:10 minuts
- 1988 - Japsen. Amb Muda Mathis - 12 minuts
- 1989 - Die Tempodrosslerin saust. Amb Muda Mathis - 14 minuts
- 1990 - You Called Em Jacky - 4 minuts
- 1992 - Pickelporno - 12 minuts
- 1992 - Als der Bruder meiner Mutter geboren wurde, duftete es nach wilden Birnenblüten vor dem braungebrannten Sims - 4 minuts
- 1993 - Blutclip - 2:50 minuts
- 1994 - Selbstlos im Lavabad
- 1995 - I'm a Victim Of This Song - 5 minuts
- 1996 - Sip My Ocean - 8 minuts
- 1997 - Ever Is Over All
- 1998 - Remake of the Weekend
- 1999 - Regenfrau
- 1999 - Extremities
- 1999 - Vorstadthirn
- 1999 - Bar[1]
- 2000 - Open My Glade - 1 Min.
- 2000 - Himalaya's Sister's Living Room
- 2000 - Closet Circuit
- 2001 - The Belly Button Like a Village Square
- 2001 - Fliederstrudel (Fünf Uhr)
- 2001 - Related Legs
- 2004 - Herbstzeitlose
- 2005 - Homo sapiens sapiens

## Premis
- 1988 – Premi del Feminale, Colònia
- 1991 – Beca de Swiss Federal Arts
- 1994 – Manor-Prize, Sankt Gallen
- 1994 – Premi a Videoart de la Corporació de bancs Suïssos Swiss Bank Corporation
- 1995 – Beca del Servei d'Intercanvi acadèmic Alemany (DAAD)
- 1997 – Premi 2000 de la Biennal de Venècia
- 1998 – Nominació al premi Hugo Boss
- 1999 – Wolfgang-Hahn-Preis
- 2001 – Premi d'art Ciutat de Zurich
- 2004 – Premi 01 i professor honorífic de la Universitat de les Arts, Berlin
- 2009 - Premi Joan Miró 2009[2][3][4]

### Publicacions
- 1998 - Himalaya, Pipilotti Rist 50 kg, incl. CD we can't. Oktagon Verlag: Cologne. ISBN 3-89611-072-1
- 1998 - Remake of the Weekend. incl.. CD. Oktagon: Cologne. ISBN 3-89611-046-2
- 2001 - Pipilotti Rist. Con contribuciones de Peggy Phelan, Hans Ulrich Obrist, Elisabeth Bronfen. Phaidon: London. ISBN 0-7148-3965-5
- 2001 - Apricots Along The Street. Scalo: Zurich/Berlin/New York, ISBN 3-908247-50-0
- 2004 - Jestem swoja wlasna obca swinia (Ich bin mein eigenes fremdes Schwein/I am my own foreign pig). amb Birgit Kempker. Centre for Contemporary Art/Centrum Sztuki Współczesnej: Warsaw. ISBN 83-88277-13-8

### Sobre Pipilotti Rist
- Elizabeth Janus: "Pipilotti Rist, video artist", Art Forum, Summer 1996 Arxivat 2008-01-14 a Wayback Machine. (English)
- Parkett 48, 1996
- DU, June 1997
- Francis McKee: Pipilotti Rist: Show a Leg. Tramway: New York 2002. ISBN 1-899551-26-3
- Andre Seleanu: "Pipilotti Rist at the Outer Frontiers of Video", Artfocus 69, 2000
- Änne Söll: Arbeit am Körper. Videos und Videoinstallationen von Pipilotti Rist. Schreiber: Múnic 2004. ISBN 3-88960-069-7
- Änne Söll: "Der Traum vom Fliegen – Dienstleistung und Geschlecht in Pipilotti Rists 'Pamela'" Arxivat 2007-07-11 a Wayback Machine. (PDF)